# Kristaps Nežborts
Kristaps Nežborts (ur. 24 września 1997 w Siguldzie) – łotewski skoczek narciarski. Trzykrotny uczestnik mistrzostw świata seniorów (2013, 2015 i 2017) oraz jednokrotny mistrzostw świata juniorów (2013) i zimowego olimpijskiego festiwalu młodzieży Europy (2013). Rekordzista Łotwy w długości skoku narciarskiego mężczyzn. Zawodnik klubu Lidojošais slēpotājs z Siguldy.
W swojej karierze dwukrotnie ustanawiał rekord Łotwy w długości skoku narciarskiego mężczyzn. Po raz pierwszy w sierpniu 2012 w czeskim Libercu, gdzie uzyskał dystans 102 metrów, a po raz drugi latem 2013 we włoskim Val di Fiemme, gdzie osiągnął odległość 123 metrów.
Uprawia również unihokej, grając w barwach klubu SK Līgatne w niższych poziomach rozgrywkowych łotewskiej ligi w tej dyscyplinie sportu.

## Życiorys

### Początki
Kristaps Nežborts pierwszy skok narciarski w karierze oddał w wieku 9 lat. W lutym 2012 roku wziął udział w mistrzostwach krajów nordyckich juniorów w skokach narciarskich. W konkursie indywidualnym, rozegranym 24 lutego, zajął 19. pozycję wśród 23 sklasyfikowanych zawodników.

### Debiut (2013)
W zawodach międzynarodowych rozgrywanych pod egidą Międzynarodowej Federacji Narciarskiej zadebiutował w styczniu 2013 roku, stając się pierwszym skoczkiem narciarskim z tego kraju, który wystąpił w tego typu zawodach. 19 stycznia 2013 roku podczas konkursu cyklu FIS Cup rozgrywanego w rumuńskim Râșnovie zajął 34. pozycję, a dzień później był 32.
24 stycznia 2013 roku Nežborts wziął udział w konkursie indywidualnym skoków narciarskich w ramach Mistrzostw Świata Juniorów w Narciarstwie Klasycznym 2013. Zajął w nim 62. pozycję (ostatnią spośród sklasyfikowanych zawodników). Był to pierwszy start łotewskiego skoczka narciarskiego w tego typu imprezie rangi mistrzowskiej.
18 lutego 2013 roku Nežborts wystartował w konkursie indywidualnym skoków narciarskich podczas Zimowego Olimpijskiego Festiwalu Młodzieży Europy 2013. Został w nim sklasyfikowany na 54. miejscu, wyprzedzając dwóch reprezentantów Słowacji. Podobnie jak w przypadku poprzednich zawodów stał się tym samym pierwszym łotewskim skoczkiem narciarskim, który wziął udział w tego typu konkursie.
W lutym 2013 roku Nežborts został zgłoszony do udziału w rywalizacji skoczków narciarskich podczas Mistrzostw Świata w Narciarstwie Klasycznym 2013. W kwalifikacjach do konkursu indywidualnego na skoczni normalnej zajął ostatnią, 54. pozycję i nie zakwalifikował się do konkursu głównego. Podobnie jak poprzednio, tak i w tym wypadku stał się pierwszym łotewskim skoczkiem narciarskim, który wziął udział w zawodach tej rangi.
We wrześniu 2013 był zgłoszony do udziału w konkursach FIS Cupu w Râșnovie, jednak ostatecznie nie pojawił się na starcie.

### Kolejne starty (od 2015)
Do rywalizacji w oficjalnych zawodach międzynarodowych rozgrywanych pod egidą FIS powrócił w styczniu 2015, zajmując 73. miejsce w konkursie FIS Cupu w Kranju. W lutym wziął udział w kwalifikacjach do konkursu indywidualnego mężczyzn podczas Mistrzostw Świata w Narciarstwie Klasycznym 2015 – został sklasyfikowany na 57. pozycji (wyprzedził Ukraińca Stepana Pasicznyka i Węgra Pétera Kelemena) i nie awansował do konkursu głównego.
W zawodach rangi FIS ponownie wystąpił w sezonie 2016/2017 – w lipcu 2016 w Szczyrku był 96. i 85., a w październiku w Râșnovie zajmował miejsca 55. i 52. Na przełomie lutego i marca 2017 po raz trzeci w karierze wystartował w mistrzostwach świata seniorów – w kwalifikacjach na skoczni normalnej uplasował się na ostatniej, 53. pozycji, odpadając z dalszej rywalizacji, a na skoczni dużej, mimo zgłoszenia do kwalifikacji, nie pojawił się na ich starcie.

## Mistrzostwa świata

### Indywidualnie
| 2013 Val di Fiemme/Predazzo | – | nie zakwalifikował się (K-95)                                           |
| 2015 Falun                  | – | nie zakwalifikował się (K-90)                                           |
| 2017 Lahti                  | – | nie zakwalifikował się (K-90), nie wystartował w kwalifikacjach (K-116) |

### Starty K. Nežbortsa na mistrzostwach świata – szczegółowo
| Miejsce | Dzień     | Rok  | Miejscowość | Skocznia           | Punkt K | HS     | Konkurs  | Skok 1 | Skok 2 | Nota     | Strata                  | Zwycięzca               |
| ------- | --------- | ---- | ----------- | ------------------ | ------- | ------ | -------- | ------ | ------ | -------- | ----------------------- | ----------------------- |
| NQ      | 23 lutego | 2013 | Predazzo    | Trampolino Dal Ben | K-95    | HS-106 | indywid. | 57,0 m | 57,0 m | 19,8 pkt | Nie zakwalifikował się. | Nie zakwalifikował się. |
| NQ      | 21 lutego | 2015 | Falun       | Lugnet             | K-90    | HS-100 | indywid. | 57,0 m | 57,0 m | 40,1 pkt | Nie zakwalifikował się. | Nie zakwalifikował się. |
| NQ      | 25 lutego | 2017 | Lahti       | Salpausselkä       | K-90    | HS-100 | indywid. | 67,0 m | 67,0 m | 59,4 pkt | Nie zakwalifikował się. | Nie zakwalifikował się. |
| NQ      | 2 marca   | 2017 | Lahti       | Salpausselkä       | K-116   | HS-130 | indywid. | DNS    | DNS    | DNS      | Nie zakwalifikował się. | Nie zakwalifikował się. |

## Mistrzostwa świata juniorów

### Indywidualnie
| 2013 Liberec | – | 62. miejsce |

### Starty K. Nežbortsa na mistrzostwach świata juniorów – szczegółowo
| Miejsce | Dzień       | Rok  | Miejscowość | Skocznia | Punkt K | HS     | Konkurs  | Skok 1 | Skok 2 | Nota     | Strata  | Zwycięzca  |
| ------- | ----------- | ---- | ----------- | -------- | ------- | ------ | -------- | ------ | ------ | -------- | ------- | ---------- |
| 62.     | 24 stycznia | 2013 | Liberec     | Ještěd   | K-90    | HS 100 | indywid. | 52,0 m | —      | 27,5 pkt | 256 pkt | Jaka Hvala |

## Zimowy olimpijski festiwal młodzieży Europy

### Indywidualnie
| 2013 Râșnov | – | 54. miejsce |

### Starty K. Nežbortsa na zimowym olimpijskim festiwalu młodzieży Europy – szczegółowo
| Miejsce | Dzień     | Rok  | Miejscowość | Skocznia                    | Punkt K | HS     | Konkurs  | Skok 1 | Skok 2 | Nota     | Strata    | Zwycięzca  |
| ------- | --------- | ---- | ----------- | --------------------------- | ------- | ------ | -------- | ------ | ------ | -------- | --------- | ---------- |
| 54.     | 18 lutego | 2013 | Râșnov      | Trambulina Valea Cărbunării | K-90    | HS 100 | indywid. | 57,0 m | —      | 37,5 pkt | 223,5 pkt | Cene Prevc |

## FIS Cup

### Miejsca w poszczególnych konkursachFIS Cupu
| Źródło                                                                        | Źródło       | Źródło        | Źródło        | Źródło       | Źródło       | Źródło           | Źródło           | Źródło             | Źródło             | Źródło       | Źródło       | Źródło        | Źródło        | Źródło         | Źródło         | Źródło              | Źródło          | Źródło        | Źródło        | Źródło     | Źródło      | Źródło      | Źródło      | Źródło       | Źródło       | Źródło | Źródło | Źródło | Źródło | Źródło | Źródło | Źródło | Źródło | Źródło | Źródło | Źródło | Źródło | Źródło | Źródło |
| ----------------------------------------------------------------------------- | ------------ | ------------- | ------------- | ------------ | ------------ | ---------------- | ---------------- | ------------------ | ------------------ | ------------ | ------------ | ------------- | ------------- | -------------- | -------------- | ------------------- | --------------- | ------------- | ------------- | ---------- | ----------- | ----------- | ----------- | ------------ | ------------ | ------ | ------ | ------ | ------ | ------ | ------ | ------ | ------ | ------ | ------ | ------ | ------ | ------ | ------ |
| Sezon 2012/2013                                                               |              |               |               |              |              |                  |                  |                    |                    |              |              |               |               |                |                |                     |                 |               |               |            |             |             |             |              |              |        |        |        |        |        |        |        |        |        |        |        |        |        |        |
| Râșnov                                                                        | Villach      | Villach       | Kuopio        | Kuopio       | Wisła        | Wisła            | Einsiedeln       | Einsiedeln         | Winterberg         | Winterberg   | Râșnov       | Râșnov        | Zakopane      | Zakopane       | Brattleboro    | Brattleboro         | Kranj           | Kranj         | Oberstdorf    | Oberstdorf | punkty      | punkty      | punkty      | punkty       | punkty       | punkty | punkty | punkty | punkty | punkty | punkty | punkty | punkty | punkty | punkty | punkty | punkty | punkty | punkty |
| -                                                                             | -            | -             | -             | -            | -            | -                | -                | -                  | -                  | -            | 34           | 32            | -             | -              | -              | -                   | -               | -             | -             | -          | 0           | 0           | 0           | 0            | 0            | 0      | 0      | 0      | 0      | 0      | 0      | 0      | 0      | 0      | 0      | 0      | 0      | 0      | 0      |
| Sezon 2014/2015                                                               |              |               |               |              |              |                  |                  |                    |                    |              |              |               |               |                |                |                     |                 |               |               |            |             |             |             |              |              |        |        |        |        |        |        |        |        |        |        |        |        |        |        |
| Villach                                                                       | Villach      | Hinterzarten  | Hinterzarten  | Kuopio       | Kuopio       | Einsiedeln       | Einsiedeln       | Planica            | Planica            | Szczyrk      | Szczyrk      | Râșnov        | Râșnov        | Notodden       | Notodden       | Szczyrbskie Jezioro | Zakopane        | Zakopane      | Kranj         | Kranj      | Brattleboro | Brattleboro | Lake Placid | Hinterzarten | Hinterzarten | punkty |        |        |        |        |        |        |        |        |        |        |        |        |        |
| -                                                                             | -            | -             | -             | -            | -            | -                | -                | -                  | -                  | -            | -            | -             | -             | -              | -              | -                   | -               | -             | 73            | -          | -           | -           | -           | -            | -            | 0      |        |        |        |        |        |        |        |        |        |        |        |        |        |
| Sezon 2016/2017                                                               |              |               |               |              |              |                  |                  |                    |                    |              |              |               |               |                |                |                     |                 |               |               |            |             |             |             |              |              |        |        |        |        |        |        |        |        |        |        |        |        |        |        |
| Villach HS98                                                                  | Villach HS98 | Szczyrk HS106 | Szczyrk HS106 | Kuopio HS127 | Kuopio HS127 | Einsiedeln HS117 | Einsiedeln HS117 | Hinterzarten HS108 | Hinterzarten HS108 | Râșnov HS100 | Râșnov HS100 | Notodden HS98 | Notodden HS98 | Zakopane HS134 | Zakopane HS134 | Eau Claire HS95     | Eau Claire HS95 | Sapporo HS100 | Sapporo HS134 | punkty     | punkty      | punkty      | punkty      | punkty       | punkty       | punkty | punkty | punkty | punkty | punkty | punkty | punkty | punkty | punkty | punkty | punkty | punkty | punkty |        |
| -                                                                             | -            | 96            | 85            | -            | -            | -                | -                | -                  | -                  | 55           | 52           | -             | -             | -              | -              | -                   | -               | -             | -             | 0          | 0           | 0           | 0           | 0            | 0            | 0      | 0      | 0      | 0      | 0      | 0      | 0      | 0      | 0      | 0      | 0      | 0      | 0      |        |
| Legenda                                                                       |              |               |               |              |              |                  |                  |                    |                    |              |              |               |               |                |                |                     |                 |               |               |            |             |             |             |              |              |        |        |        |        |        |        |        |        |        |        |        |        |        |        |
| 1 2 3 4-10 11-30 poniżej 30 dq – dyskwalifikacja - − zawodnik nie wystartował |              |               |               |              |              |                  |                  |                    |                    |              |              |               |               |                |                |                     |                 |               |               |            |             |             |             |              |              |        |        |        |        |        |        |        |        |        |        |        |        |        |        |